# أليكس سابو (لاعب كرة قدم)
أليكس سابو (بالمجرية: Szabó Alex)‏ هو لاعب كرة قدم مجري في مركز الدفاع، ولد في 26 أغسطس 1998 في ناجاتاد في المجر. لعب مع Kaposvári Rákóczi FC ‏.

## وصلات خارجية
- أليكس سابو (لاعب كرة قدم) على موقع اتحاد المجر (الهنغارية)
- أليكس سابو (لاعب كرة قدم) على موقع قاعدة بيانات كرة القدم.إي يو (الإنجليزية)
- أليكس سابو (لاعب كرة قدم) على موقع Soccerway.com (الإنجليزية)